# Pleasure
Pleasure är ett svenskt långfilmsdrama från 2021, regisserat av Ninja Thyberg. Den kretsar kring 20-åriga Linnéa och hennes strävan att bli den nästa stora porrstjärnan. Filmen är ett försök att visa vad som händer vid sidan av kameran och bortom den manliga blicken, i en omdiskuterad men dåligt belyst bransch. Filmen är en utvidgning av tematiken i Thybergs kortfilm med samma namn från 2013 och är ett resultat av ett antal års bakgrundsresearch. Den inkluderar en mängd skådespelare från den amerikanska pornografiska filmbranschen och är presenterad utifrån det kvinnliga perspektivet. 
Filmen, som är Ninja Thybergs långfilmsdebut, blev uttagen till att premiärvisas vid Filmfestivalen i Cannes 2020. Då denna som det mesta ställdes in på grund av coronapandemin, fick filmen i stället sin världspremiär vid Sundance Film Festival 1 februari 2021. Den svenska biopremiären skedde 8 oktober 2021, efter att den i januari visats via Internet under årets pandemidrabbade filmfestival i Göteborg. Vid 2022 års svenska Guldbaggegala fick den motta tre priser, inklusive till filmdebuterande Sofia Kappel som Bästa kvinnliga huvudroll.

## Handling
Huvudperson är 20-åriga Linnéa (spelad av Sofia Kappel) som lämnar en mindre stad i Sverige för att spela in porrfilm i Los Angeles. Hennes drivkraft är att hon älskar sex och att synas framför en kamera, och målet är att bli nästa stora porrstjärna. Vägen dit blir dock mer omtumlande än hon tänkt sig, och hon tvingas att välja mellan att följa spelreglerna i den mestadels manligt styrda branschen eller solidariteten med sina vänner.
I Kalifornien flyttar hon in i ett kollektivboende för porrskådespelare, tillsammans med ett antal andra unga skådespelerskor med artistnamn som "Joy", "Ashley" och "Kimberly". Dessa blir både vänner och konkurrenter i en produktionsapparat som är både hård och fascinerande. Där finns tydliga regler, invanda traditioner och en allestädes närvarande manlig blick. Linnéa hamnar i en miljö där man får betalt för att tillfredsställa en osynlig konsument.
Under filmens gång deltar Linnéa, med artistnamnet "Bella Cherry", i ett antal olika porrfilmsinspelningar, besök på en stor branschmässa och andra sociala evenemang. Detta ger både positiva och negativa erfarenheter. Hon blir medveten om de faktiska villkoren för skådespelare och kvinnor i branschen, hur viktigt det är att känna sina gränser, veta vad man vill och betydelsen av att kunna säga nej.
Linnéas önskedröm att nå till branschens topp innebär att hon måste göra svåra prioriteringar, samtidigt som hon under resans gång lär sig mer om sig själv. Resan in i pornografins värld blir för henne ett lärorikt men prövande ungdomsäventyr. Kontakten med den i stort sett ovetande modern hemma i Sverige (spelad av Eva Melander som något år tidigare gjort en radikalt annorlunda roll i den Oscar-nominerade Gräns) inskränks till enstaka telefonsamtal.

## Rollista (urval)[12]

### Models Direct
- "Ashley" – Dana Dearmond
- "Kimberly" – Kendra Spade
- "Joy" – Revika Anne Reustle / Zelda Morrison[13]
- "Linnéa" / "Bella Cherry"– Sofia Kappel[6]
- "Mike" (agent) – Jason Toler (Tee Reel)

### Spiegler-agenturen
- "Casey" – Casey Calvert
- "Chanel" – Chanel Preston
- "Ava Rhoades" – Evelyn Claire
- "Spiegler" (agent) – Mark Spiegler

### Övriga skådespelare
- "Adam" – Bill Bailey
- "Bear" – Chris Cock
- "Brian" – John Strong
- "Caesar" – Lance Hart
- "Dan" – Nathan Bronson
- "Abella Danger" – Abella Danger
- "Dex" – Small Hands
- "Keith" – Xander Corvus
- "Gina Valentina" – Gina Valentina
- "Zander" – Ryan McLane

### Övriga
- "Axel" (regissör) – Axel Braun
- "Chris" / "Dee Dupra" (regissör) – Derrick Pierce
- "Christian" (producent) – Steve Holmes
- Jules (regissör) – Mick Blue
- Linnéas mor – Eva Melander
- regissör – Tommy Pistol
- "Aiden Starr" (regissör) – Aiden Starr

## Produktion och distribution

### Bakgrund och tematik
Pleasure är slutresultatet av regissörens två decennier långa utforskande av pornografins natur, villkor och plats i den nutida kulturen. Hon anser att pornografin tydligt visar upp den allmänna kulturens skuggsidor och att den genom Internets anonymitet (för konsumenten och hens val av pornografi) lättare synliggör mänskliga tabun och fantasier. Med en bakgrund som antiporraktivist började hon intressera sig för strukturerna inom sexbranschen, vilket ledde till mångåriga studier i genusvetenskap och filmskapande. Sedan 2009 har hon producerat ett antal kortfilmer med sexualitet, makt och strukturer som bärande teman, påbörjat samma år som Mia Engberg hade premiär med sin Dirty Diaries. Thyberg inspirerades till att ta kontroll över kameran (och dess blick) via inspiration från Pedro Almodóvars Dålig uppfostran, där Gael García Bernals rollfigur sexualiseras så som kvinnor traditionellt görs i samhället.
Thyberg tog ett större grepp om ämnet pornografi på 2013 års Pleasure. Kortfilmen handlar om en krävande porrfilmsinspelning och baserades på en mängd andrahandsuppgifter i olika texter om förhållandena inom branschen. Vid Filmfestivalen i Cannes 2013 var Pleasure den enda svenska film att visas vid festivalen; den visades i kritikerveckans kortfilmssektion och vann på festivalen Canal+ Award. På grund av filmen och dess innehåll fick Thyberg dock motta mordhot.

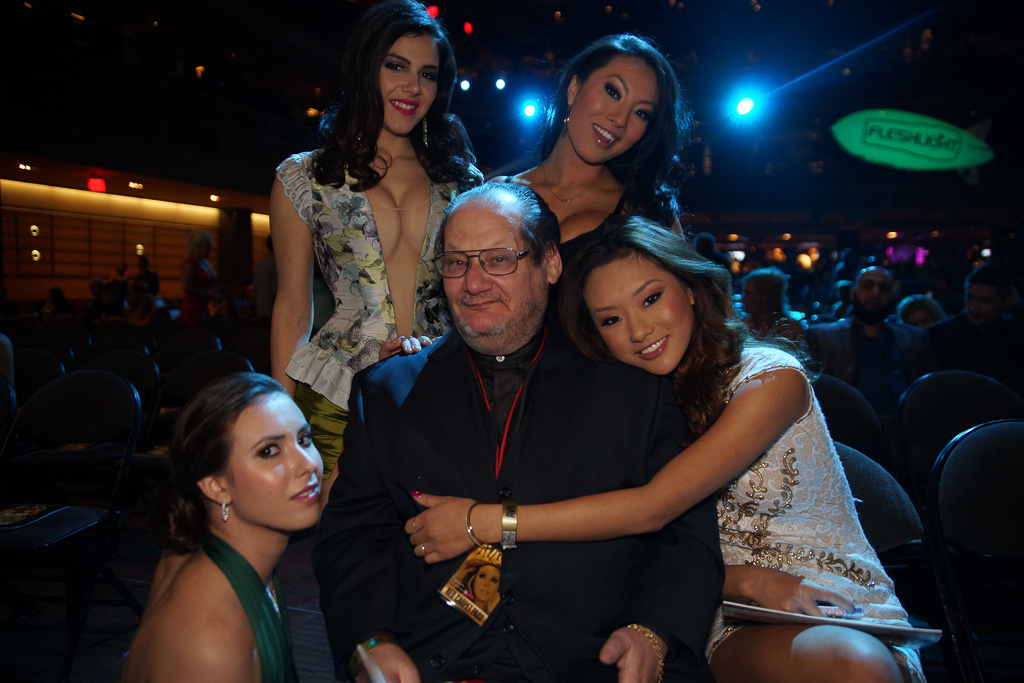
Mark Spiegler och ett antal "Spiegler Girls", inklusive Casey Calvert nedan t.v. (2014). Stjärnagenten Spiegler, som spelar sig själv i Pleasure, ses ofta som "agenternas agent".

Insikten om att hon gjort en prisbelönt film om en omdiskuterad bransch utan att själv ha sett hur det egentligen går till (vid en porrfilmsinspelning), ledde Thyberg till tankar på en uppföljning. Via ett antal resor till södra Kalifornien, och genom olika kontakter, gavs hon möjlighet att få studera olika filmproduktioner inifrån, något som gav nya insikter om produktionsförhållandena; 2016 bodde hon under ett halvår i området. Därifrån växte tanken fram om en historia med en ung kvinna med ambitionen att försöka bli del av den branschen, hennes tankar, problemen hon möter och verkligheten vid sidan av scenen beskriven så realistiskt som möjligt. Vid sidan av målsättningen att undvika klichéer och polariserade åsikter i ämnet, ville Thyberg också uppmärksamma branschen själv om vissa omständigheter. Bland annat är sanningen omkring hur en ung porrskådespelare ofta förhandlar med sig själv – inför viktiga beslut under en scen – dåligt känd i branschen.

### Filmproduktionen
Den inledande ambitionen med en blandning av skådespelare till de olika rollerna övergavs till slut, när regissören fick insikt om att äkta porrskådespelare också bättre kunde ge den äkthet i uttrycket som Thyberg var ute efter. Den kvinnliga huvudrollen som Linnéa – med artistnamnet "Bella Cherry" – besattes dock av skådespelardebutanten Sofia Kappel (född 1998), som då genomgick KBT-behandling och rekommenderades att utsätta sig för utmaningar. Thyberg hittade Kappel efter en 1 1/2 år lång castingprocess, där ålder, humor, ömtålighet och styrka var viktiga delar av rollbeskrivningen.
Kappel lämnade ut en stor del av sin privata personlighet till sin rollgestaltning som Linnéa/Bella, men hon har själv sagt att de scener som ser "värst" ut inte var de som var svårast att spela. Thyberg verkade under inspelningen som intimitetskoordinator, den inspelningsroll som ser till att en skådespelare får tillräckligt stöd runt inspelningen av en sexscen. Thyberg och Kappel har båda tatuerat in bokstäverna BELLA CHERRY på sina högerhänder, som en symbol för den resa som de gått genom tillsammans. Genom filmen kunde Kappel bearbeta och komma över sin egen dysmorfofobi, genom att i ett tryggt sammanhang utsätta sig för situationer där hon var tvungen att visa upp sig och sin kropp; i rollen som "Bella Cherry" kunde hon leva sig in i rollen som en person som långtifrån präglas av någon dysmorfofobi. Under inspelningstiden 2018/2019 närvarade Kappel och Thyberg bland annat på 2019 års AVN-gala, den pornografiska filmbranschens egen lilla "Oscarsgala".
Till de "utnyttjande" rollfigurerna valdes skådespelare som Thyberg annars uppfattat som trevliga människor, medan andra personer – inklusive den excentriske agenten Mark Spiegler – fått lov att spela sig själva. Det slutliga urvalet av vilka skådespelare som Sofia Kappel skulle spela mot låg i praktiken i hennes hand, och hon valde bara ut sådana som hon kände sig bekväm med. I efterhand erkänner Thyberg att rollfiguren "Linnéa" är en kombination av personlighetsdrag från både henne och Kappel och på ett plan deras gemensamma barn. Kappel ser rollfiguren som en ung kvinna som försöker skapa plats för sig själv i det moderna samhället som sådant, och att det inte är enskilda personers "fel" att pornografin ser ut som den gör, utan att det beror på ett system som vi alla är medskyldiga till. Kappels och Thybergs erfarenheter av att arbeta direkt med folk inom porrbranschen är att kvinnor inte är ömtåliga utan starka. Thyberg tycker sig under den långa researchperioden inför filmen ha kommit till en djupare insikt om kvinnlig agens och egenmakt, något som annars kan vara svårt att upptäckta i all den mainstreamporr som görs med tanke på den manliga blicken. Däremot går, enligt Thyberg, en mycket stor del av jobbet som (kvinnlig) porrskådespelare åt till att dissociera sig.
Pleasure är producerad av Plattform Produktion, med stöd och bidrag från Svenska Filminstitutet, Film i Väst och bolag i både Nederländerna och Frankrike. Filmen hade arbetsnamnet Jessica men gavs slutligen samma titel som kortfilmen från 2013. "Jessica" var även ett tidigare namn på huvudrollen "Linnéa".
I filmproduktioner som Paul Thomas Anderssons Boogie Nights och Lukas Moodyssons Ett hål i mitt hjärta  har man tidigare belyst porrbranschen. Thyberg hade dock större ambitioner, och hon ville avslöja den manliga blicken genom att se den via en kvinnlig dito. De sexuella handlingarna – några av dem tillhör den allmänna spelfilmshistoriens mest explicita – i filmen är dock bara antydda och aldrig genomförda, och ett av målen med filmen var att distansera sig från den pornografiska känslan. Autenticiteten och den dokumentära karaktären i beskrivningen av branschen, inklusive med vänskapsrelationer och upptäckaranda, var Thybergs huvudfokus, vid sidan av det kvinnliga perspektivet. I det ursprungliga manuset fanns en svensk bakgrundshistoria till huvudpersonen, men Ninja Thyberg strök detta för att lättare kunna lägga fokus på den pornografiska branschen och inte på personen Linnéa. Drivkraften för Linnéa var då att "hon tar makten över sin egen sexualitet".
Trots det tydliga fokuset på porrbranschen, blev huvudtemat i filmen allteftersom något annat. Det blev mer en sorts coming of age-historia. Trots avsaknaden av bakgrundshistoria för huvudfiguren, målas hon upp som en komplex människa – både kallhamrad, framgångsorienterad och sårbar.
Den färdiga filmen har ett öppet slut, där Linnéa fattar ett viktigt beslut men där tittaren varken får se resultatet eller hennes nästa steg. Thyberg hoppas själv att tittaren ska tro att Linnéa går och återknyter bekantskapen med sin vän Joy, och det är vad Thyberg själv önskar att Linnéa gör. Regissören ser denna vänskap som filmens hjärta och en del av hennes tanke om att man kan lämna porrbranschen men inte patriarkatet. För Thyberg är kvinnligt stöttande och nätverkande ett viktigt redskap för att tackla livets utmaningar som ung kvinna oavsett yrkesval, ett perspektiv som bland annat visas fram i en nyckelscen där rollfigurerna slappar efter en dag på jobbet – som frilansare i vilken bransch som helst. Thyberg känner igen sig i den maktdynamik som omger hennes rollfigur Linnéa, eftersom den är universell i en värld med patriarkala normer och inte begränsad till produktion inom en viss filmgenre.

### Musik
Filmmusiken var specialskriven av filmensemblen Karl Frid & Frid & Frid, vilket i första hand syftar på brödraparet Karl och Pär Frid. Musiken presenterar mestadels koralmusik, med körsång på främst latin eller italienska. Koralmusiken var inspirerad av stilen i Hildegard von Bingens kompositioner, och den episka känslan i musiken var tänkt att understryka den existentiella dimensionen i berättelsen.
Koralmusiken blandas upp med hiphopmusik med explicita texter som syftar på olika sexuella eller pornografiska situationer. Den sakrala, operaliknande musiken har sång av sopranen Caroline Gentele (CG; se sånggruppen Divine), medan rapmusiken sjungs av rapparen Mapei (M). De här olika musikstilarna skulle understryka filmens möte mellan huvudpersonens syn på sig själv och omvärldens syn på henne och det hon gör, som en vandring mellan ytterligheterna på hora-madonna-skalan. Även de ordlösa musikpassagerna är baserade på kvinnliga röster.
1. "Pleasure" ('Njutning')
2. "Confutatis" ('Ni är tystade'; CG)

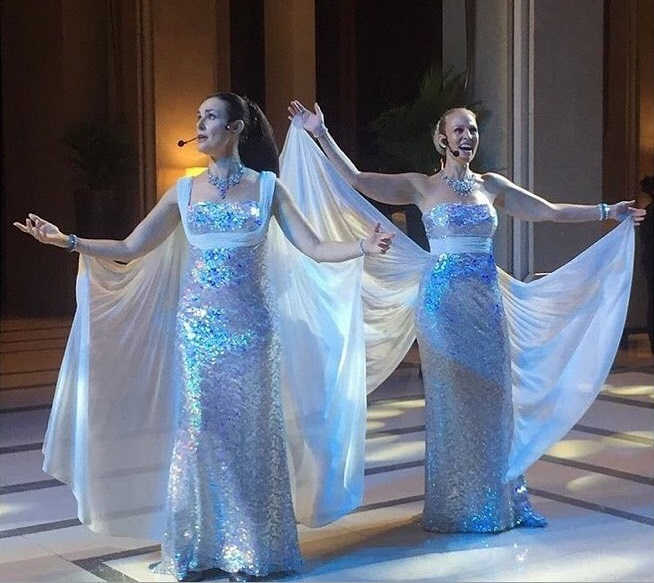
Operasopranen Caroline Genteles sång präglar det mesta av filmens musik. På bilden syns hon (t.v.) tillsammans med Gabriella Lambert-Olsson i sånggruppen Divine.

3. "Una Gioia Sempre Viva" ('En evigt levande njutning'; CG)
4. "My First Porn" ('Min första porrfilm'; CG)
5. "Fata Viam Invenient" ('Ödet kommer att hitta ett sätt'; CG)
6. "Una Gioia" ('En njutning'; CG, M)
7. "Kink Orgasm" ('Kink-orgasm')
8. "Voca Me Cum Benedictus" ('Kalla mig när du är välsignad'; CG)
9. "Ignis Tartari" ('Mongolernas eld'; CG)
10. "Oro Supplex" ('Jag ber'; CG)
11. "Hard to the Core" ('Hård ända längst in'; CG, M)
12. "Dai" ('Sätt igång'; CG)
13. "Confutatis in D Minor" ('Ni är tystade i D-moll'; CG)
14. "Bella & Joy"
15. "Good Girl / Bad Girl" ('Bra flicka / Dålig flicka'; CG, M)
16. "Confutatis in C Minor" ('Ni är tystade i C-moll'; CG)

### Distribution
Långfilmen Pleasure valdes ut som officiellt tävlingsbidrag till Filmfestivalen i Cannes, även om själva festivalen blev inställd på grund av coronapandemin. Den beskrevs av festivalchefen Thierry Frémaux som "väldigt samtida, kraftfull och oroande".
Filmen fick så småningom sin slutliga biopremiär på Sundance Film Festival i februari 2021, efter att även visats digitalt på Göteborgs internationella filmfestival några veckor tidigare och där belönats med FIPRESCI-priset. Den lanserades till allmän biodistribution under hösten samma år och hade biopremiär den 8 oktober i Sverige – det första landet där den fick allmän biodistribution. Versionen som visades var då något omklippt. I USA togs distributionsansvaret under hösten över av bolaget Neon. Byte av distributör skedde efter att den ursprungliga distributören A24 i första hand velat satsa på en klippt version av filmen. Efter förseningar, bland annat på grund covid-19-pandemins påverkan på filmbranschen, premiärvisades en oklippt version av filmen i New York och Los Angeles i maj 2022.

#### Allmän distribution
Nedan listas länder där filmen haft allmän biografdistribution – utöver visningar på filmfestivaler – samt eventuella hemmavideoutgåvor. Inom parentes noteras också åldersgränser respektive åldersrekommendationer.
- Sverige: 8 oktober 2021 (15 år) – DVD 10 januari 2022 (15 år)[c]
- Spanien: 15 oktober 2021[57]
- Frankrike: 20 oktober 2021[58]
- Polen: 22 oktober 2021[57]
- Nederländerna: 8 (eller 4[57]) november 2021
- Danmark: 25 november 2021
- Ryssland: 9 december 2021
- Tyskland: 13 januari 2022[57]
- USA: 13 maj 2022[55]

## Mottagande
36 av 40 recensioner som fram till 3 oktober 2021 samlats på den amerikanska aggregeringssajten Rotten Tomatoes har varit positiva till filmen. Den allmänna sammanfattningen där lyder "Pleasure lyfter fram osmakliga sidor av porrfilmsbranschen, och filmen är provokativ på flera plan. Sofia Kappels kraftfulla rolltolkning står i centrum." I sin roll som "Linnéa" anses hon förkroppsliga rollfigurens hunger, ambition och vrede. Aggregeringssajten Metacritic listade 8 oktober 2021 filmen med snittbetyget 74/100, baserat på sex positiva och två neutrala recensioner. Hos de recensioner som listas hos Svensk filmdatabas har den uteslutande fått treor eller fyror (på en femgradig skala), med snittbetyget 3,78.
Kritiker har klassat filmen mer som ett tidsdokument än ett drama, bland annat på grund av regissörens sex år långa research i branschen, filmens försök till ärlig beskrivning av verkligheten och involverandet av så många faktiska porrskådespelare. Man uppskattar bristen på moraliserande över pornografin eller porrfilmsbranschen, även i de "mörkare" scenerna; fokus hamnar långt bort från missbruk och människohandel, och istället visas delar av branschens mångfald fram. Bakgrunden till "Linnéas" vilja att pröva sina vingar i den amerikanska porrbranschen verkar inte heller ha någon koppling till tidigare upplevelser av övergrepp, och rollfiguren framstår enligt kritikerna vara ärligt intresserad av "porrigt sex". Samtidigt anser de att filmens handling genomsyras av ett underliggande feministiskt perspektiv, där maktförhållandena inom den amerikanska mainstreamporren lyfts fram. Filmen har även kritiserats för bristen på sammanhängande intrig, samtidigt som en av dess viktigaste egenskaper är dess direkthet och öppna blick mot den miljö som vi lär känna genom Linnéas ögon. Noelle Perdue menar i Slate att Pleasure i detaljerna lyckas fånga känslan av miljön i branschen, men att den i det stora hela utvecklas till en moralisk berättelse över riskerna med att träda in i en "farlig" bransch.
Filmen anses blanda de tunga scenerna med varma och humorfyllda bilder av vänskap och vardagsliv. Den sägs lyfta fram beskrivningar av förskjutna gränser, vad samtycke egentligen är för något och hur grupptryck kan påverka. Filmen blev under senhösten en "snackis" i de svenska medierna, med debatter omkring filmens faktiska möjlighet att undvika objektifieringen av huvudrollsfiguren.
En av skådespelarna i filmen, Evelyn Claire, menar att filmen visar upp en trovärdig bild av branschen – anno 2015. Sedan dess har bland annat Onlyfans och liknande plattformar gett fler inkomstmöjligheter för skådespelare/sexarbetare, vilket minskat deras utsatthet. 2021 krävde inte Mark Spieglers agentur heller att de kontrakterade skådespelarna ska kunna ställa upp på alla typer av scenarion. Enligt Claire kvarstår dock fortfarande många av de branschproblem som filmen visar upp. En annan av skådespelarna, Casey Calvert, menar att filmen inbjuder till många tolkningar – både av branschen som en farlig plats alternativt som en positivt kreativ arena.

### Priser och nomineringar (urval)
- FIPRESCI-priset (kritikerpriset till bästa film) – Göteborg Film Festival (februari 2021)[68]

- Bästa skådespelare (Sofia Kappel) samt Bästa film – Art Film Fest Košice (juni 2021; Slovakiens största filmfestival)[69]

- Bästa skådespelare (Sofia Kappel) – Filmfestivalen i Ourense (september 2021)[70][e]

- Explore Award ("ungdomspriset"; juryn är 18–26 år) – Film Fest Gent, Gent (oktober 2021)[39]

- Guldbaggen 2022 för bästa kvinnliga huvudroll,[71] kostymdesign och maskdesign (till Sofia Kappel, Amanda Wing Yee Lee respektive Erica Spetzig[f][73]). Även nominerad för bästa film, regi, klippning och produktionsdesign.[74][75]

## Galleri
Nedanstående figurerar i större eller mindre roller i filmen.

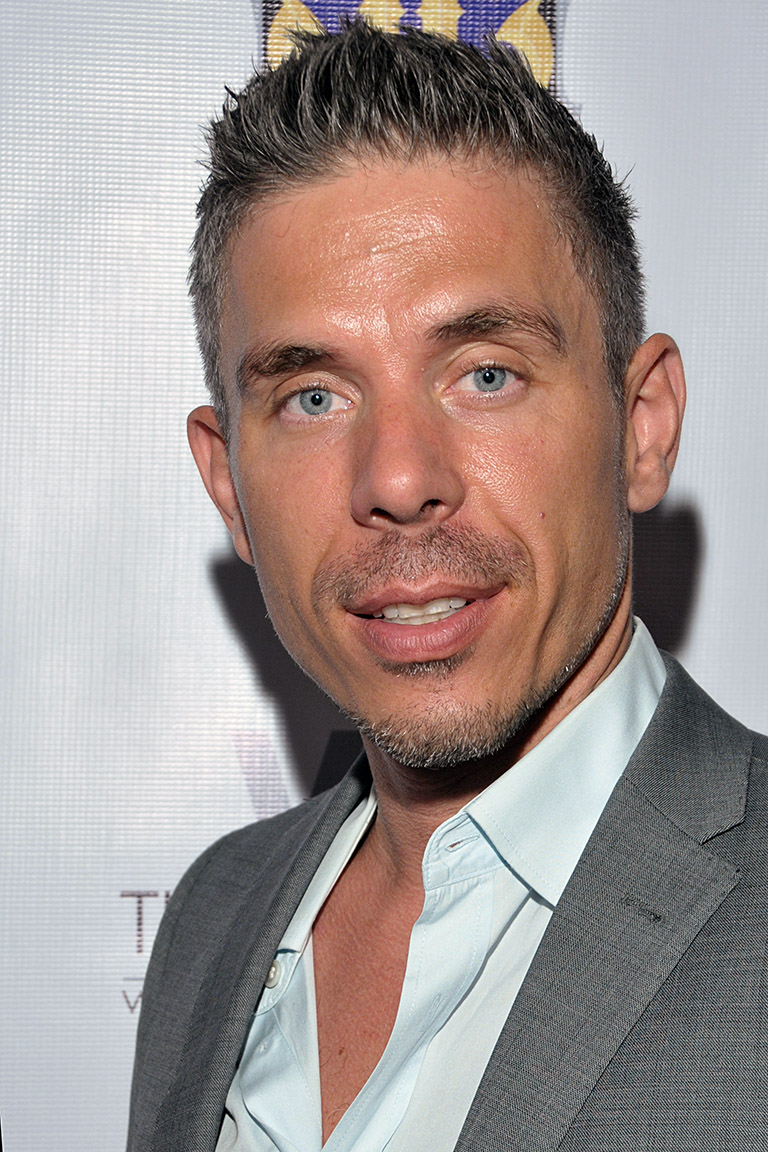
Mick Blue (2015): regissören "Jules".
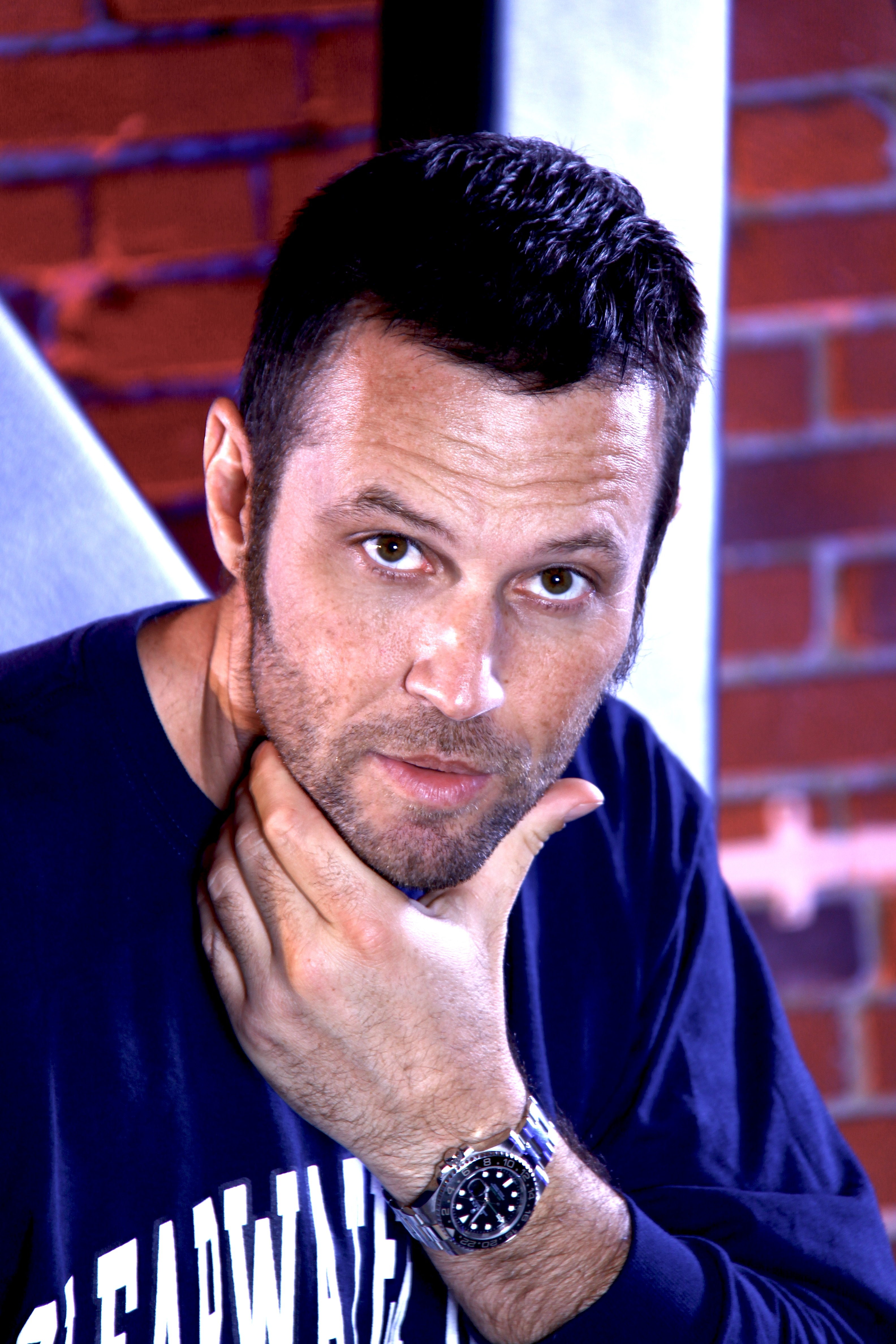
Axel Braun (2010): regissören "Axel Braun".
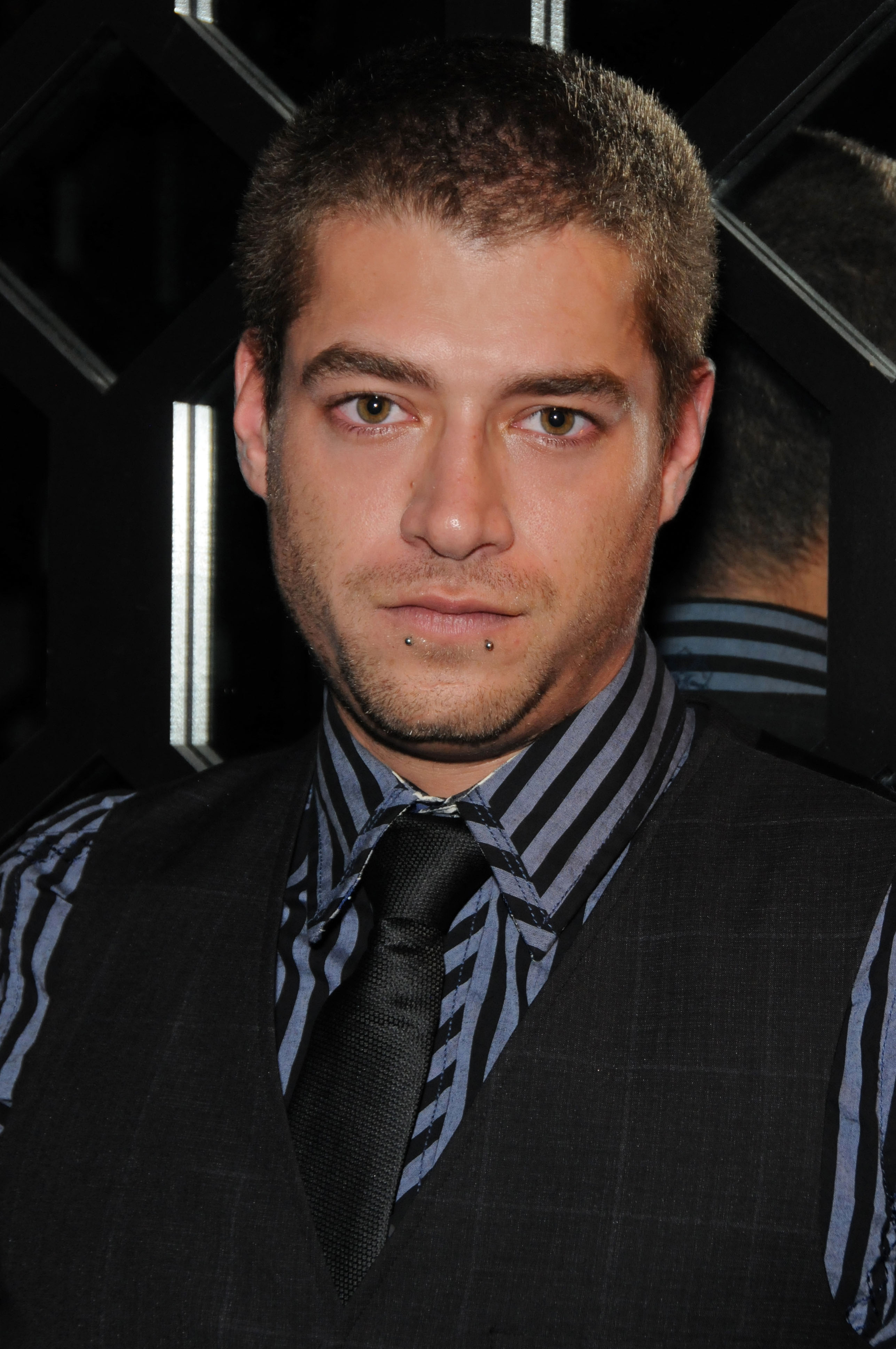
Xander Corvus (2013): "Keith".
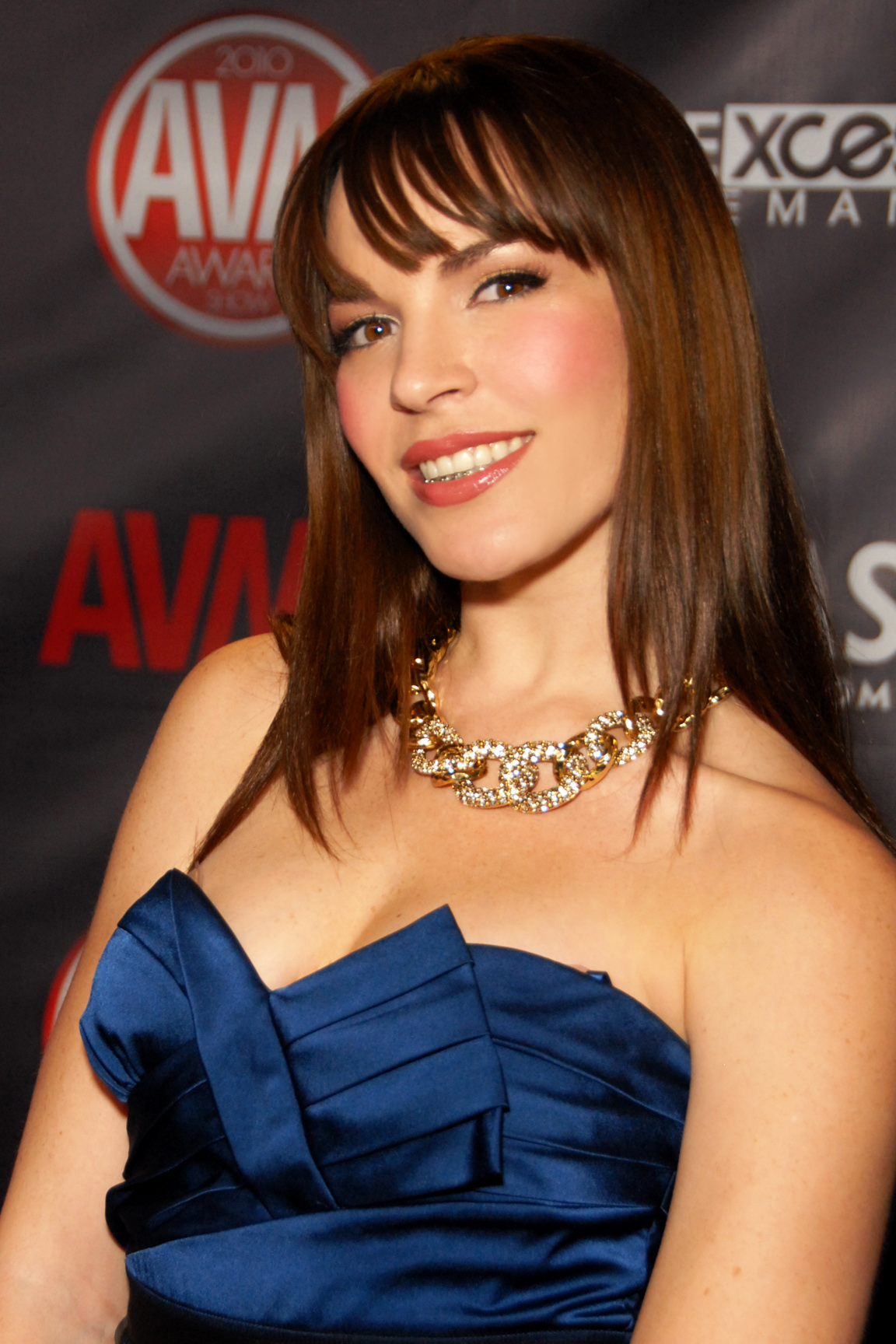
Dana Dearmond (2010): "Ashley", boende i modellhuset.
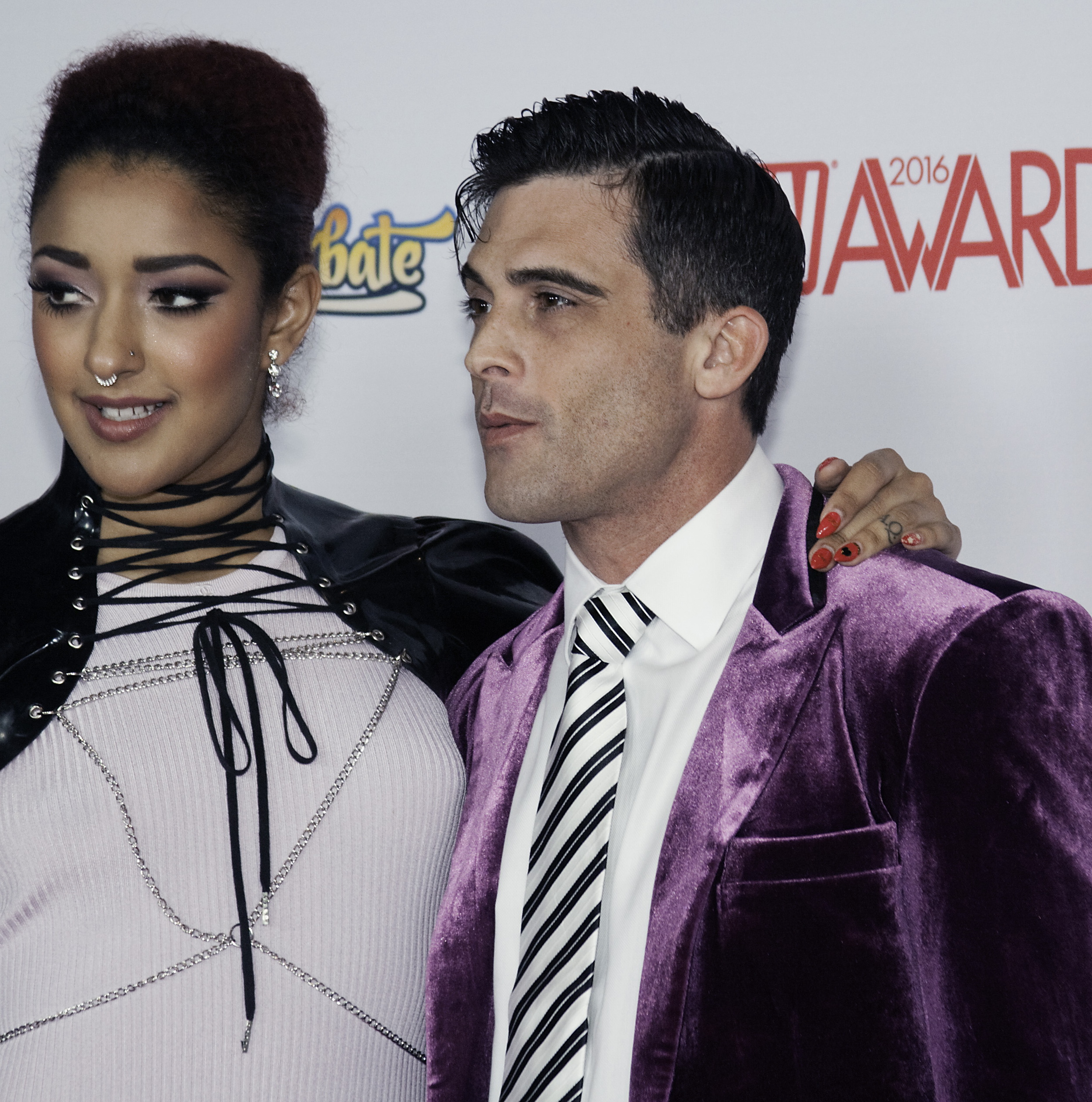
Lance Hart (2016, t.h., med Daisy Ducati): "Caesar".
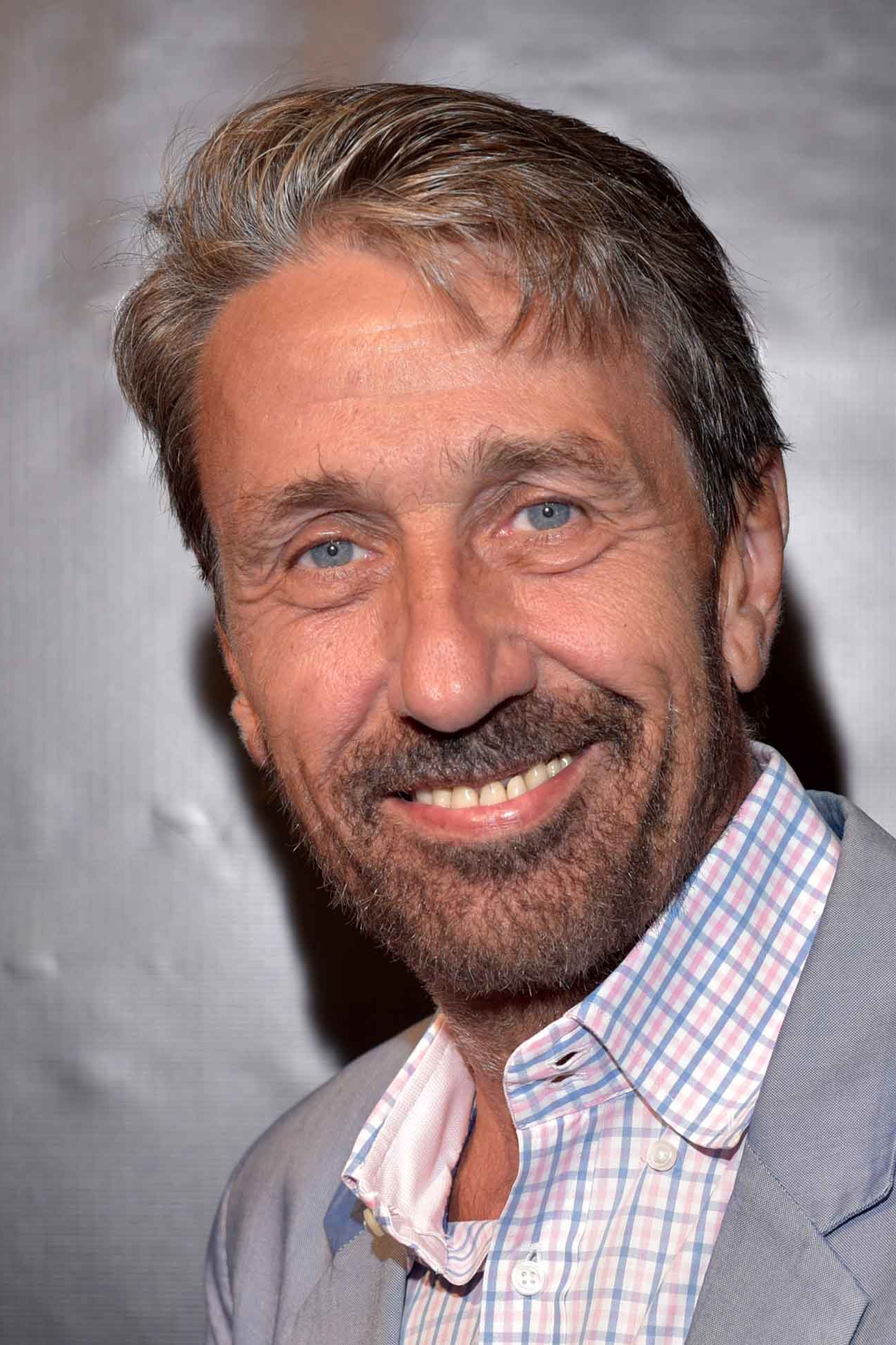
Steve Holmes (2019): producenten "Christian".
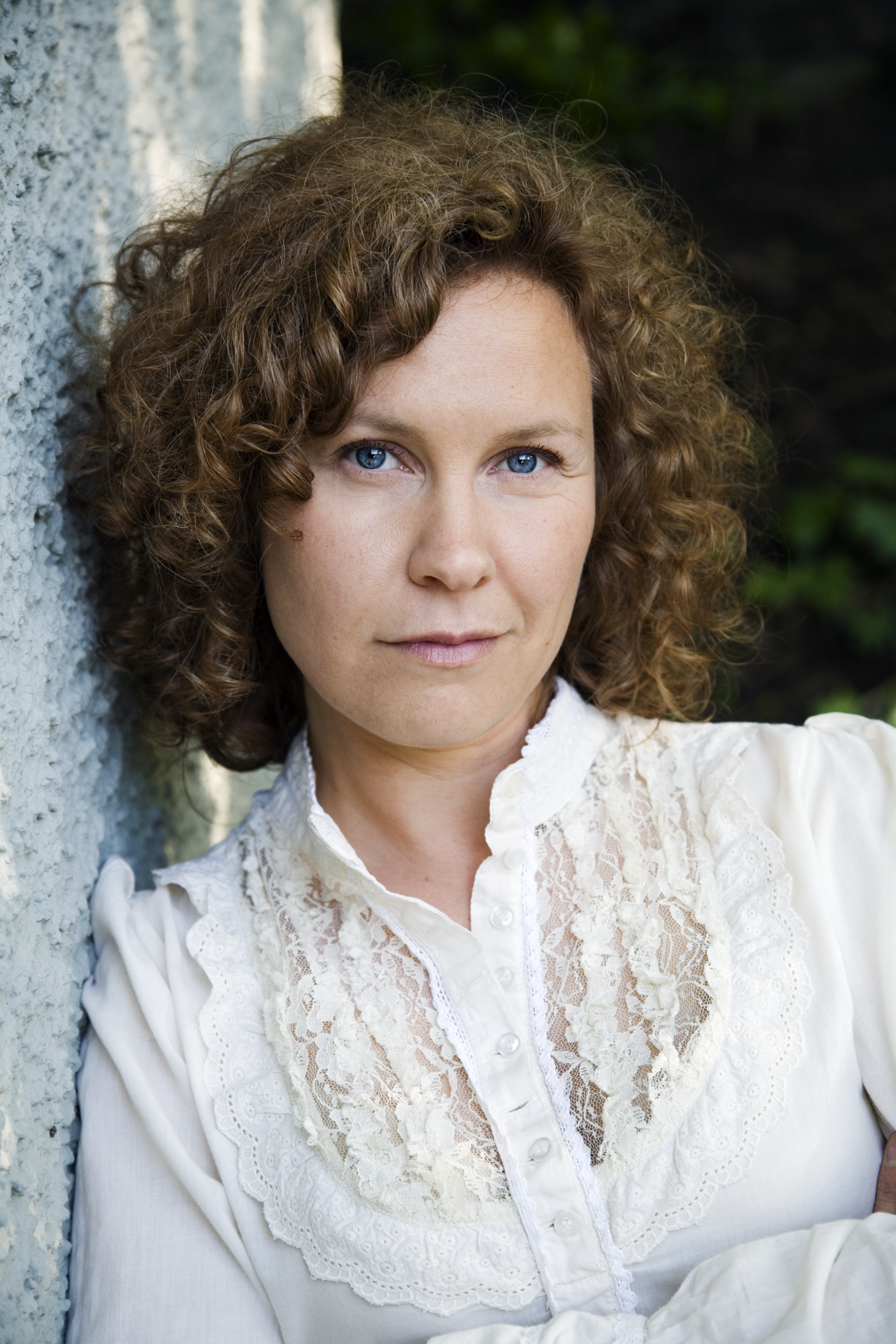
Eva Melander (2012): Linnéas mor.
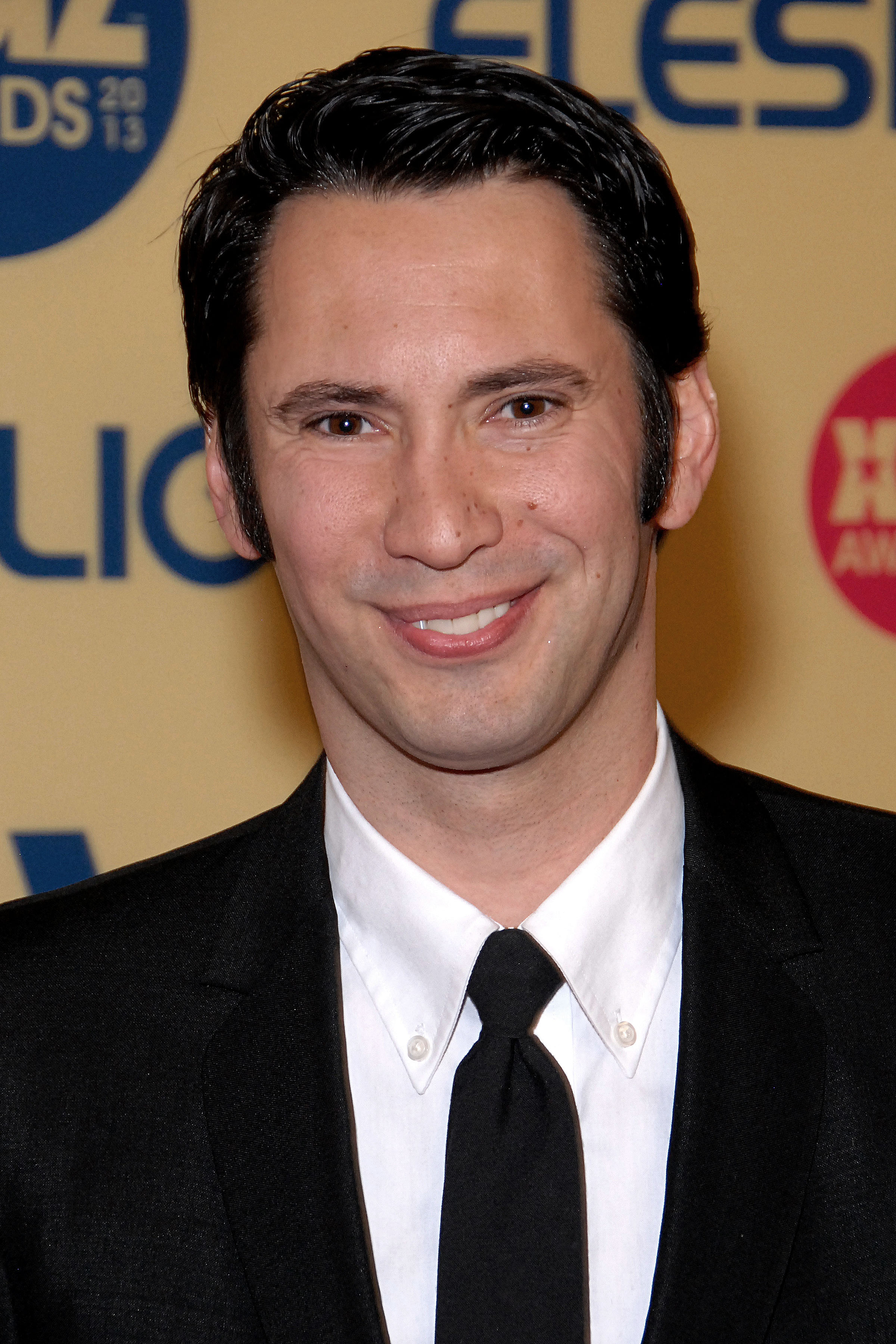
Tommy Pistol (2013): regissören "Mike".
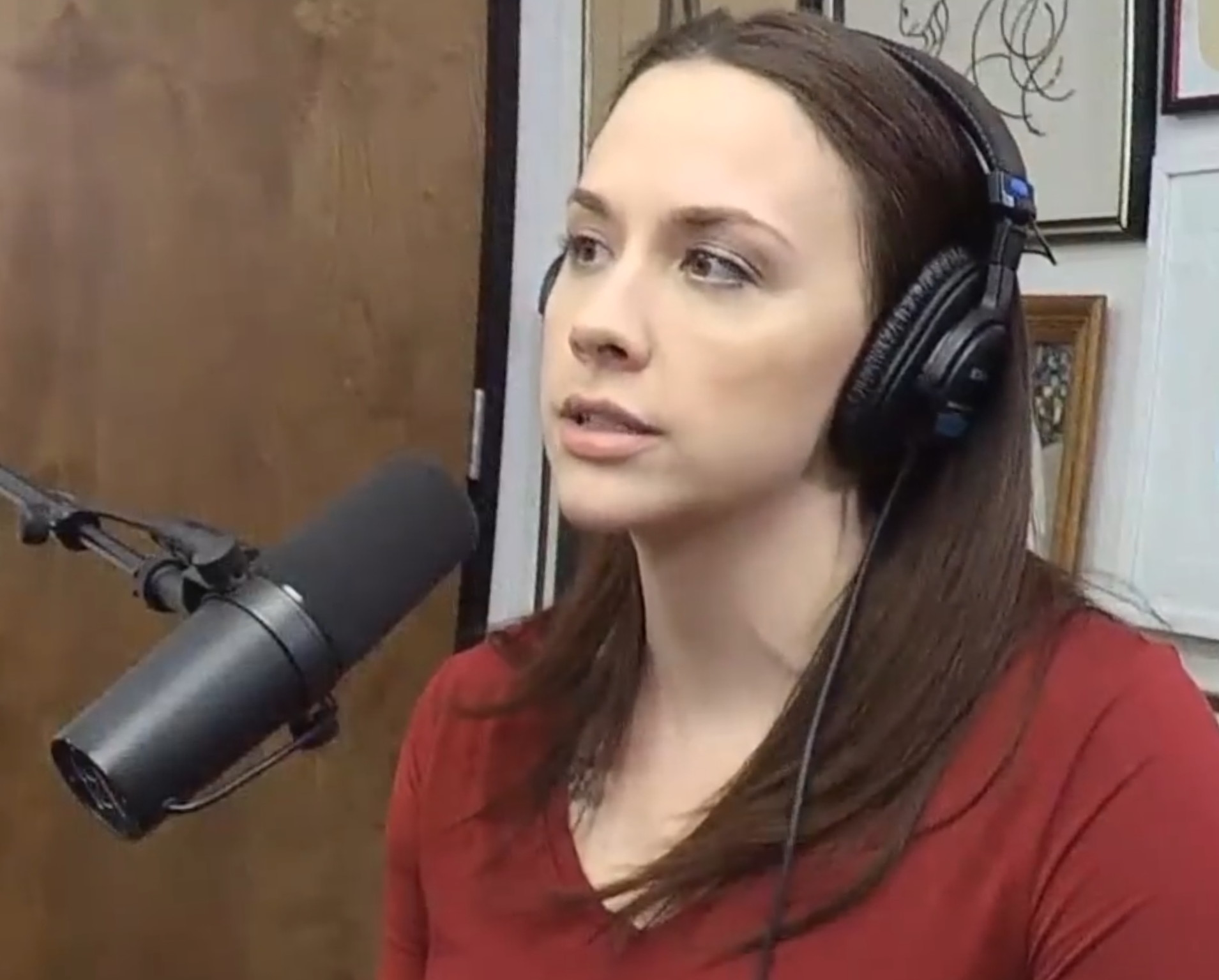
Chanel Preston (2018): "Chanel Preston", "Spiegler girl".
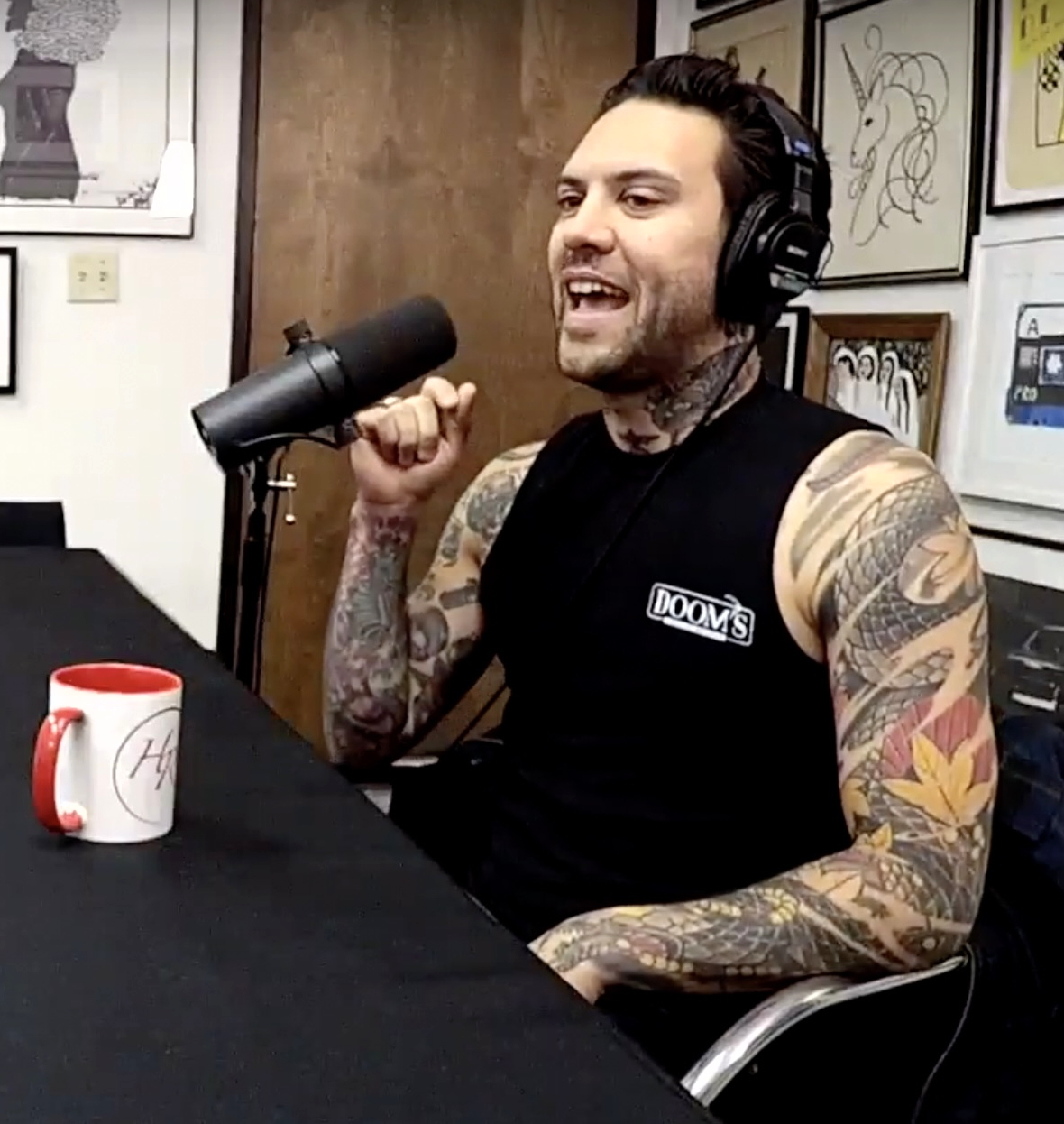
Small Hands (2020): "Dex".
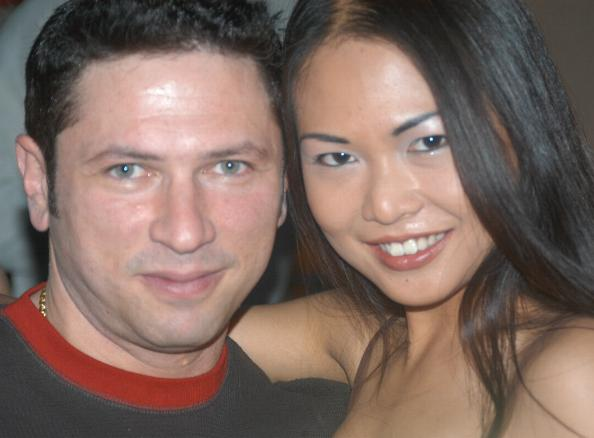
John Strong (2005, med Nyomi Zen): "Brian".
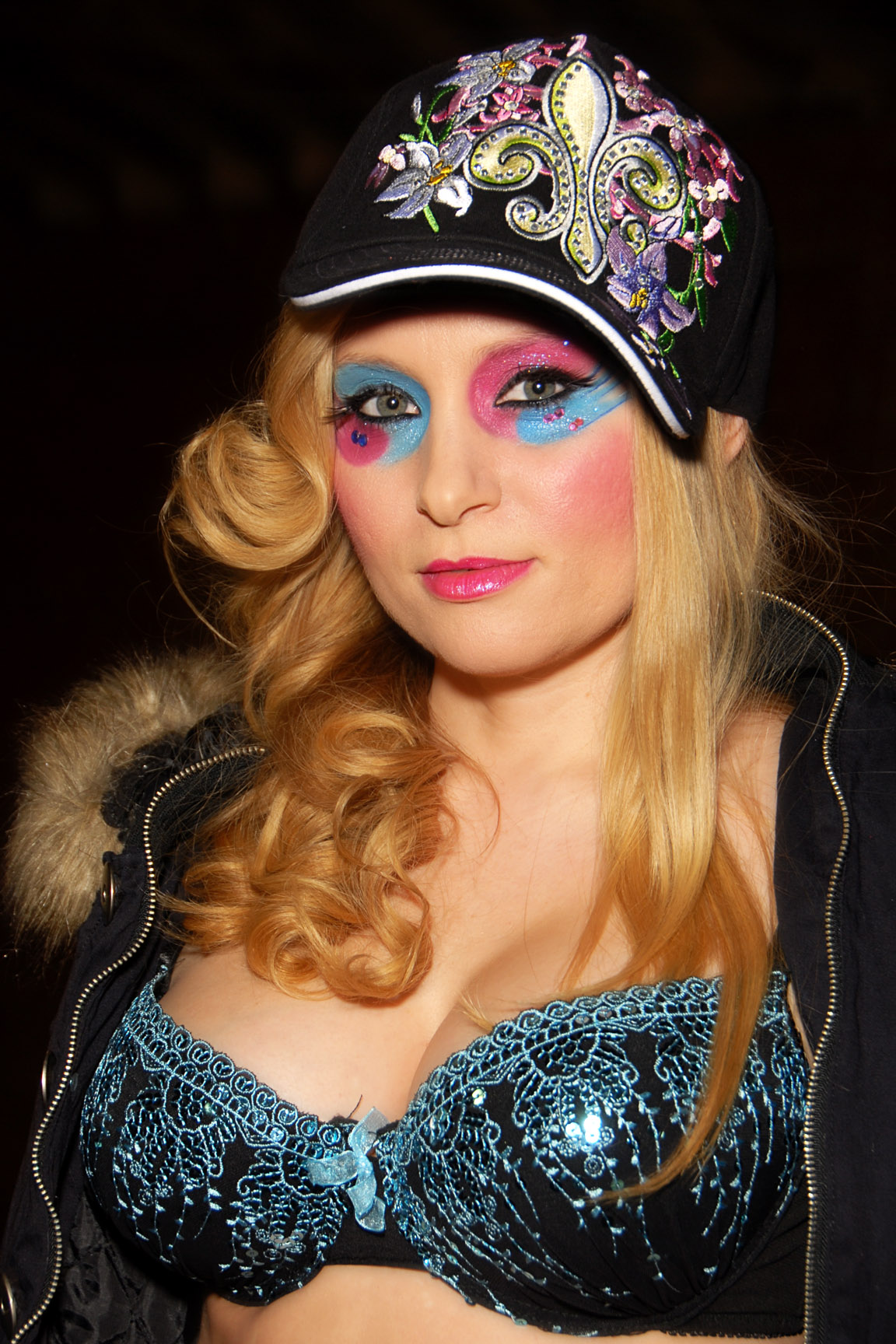
Aiden Starr (2009, med udda filmsmink): Kink.com-regissören "Aiden Starr".
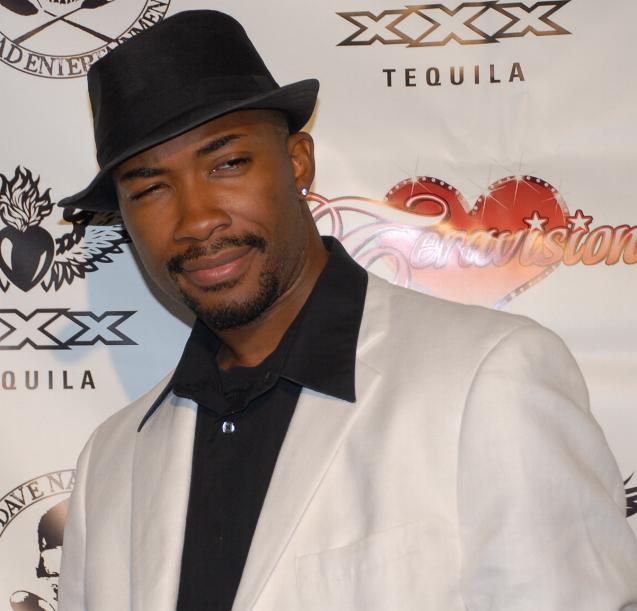
Jason Toler / Tee Reel (2007): Linnéas agent "Mike".